# Dia internacional d'abraçar un medievalista
El Dia internacional d'abraçar un medievalista se celebra anualment cada 31 de març i reivindica la importància dels estudis històrics medievals. Fou fet públic el 31 de març de 2011 al New Yorker per part de Macy Halford la qual escrigué un article sobre aquest dia i la importància de la historiografia medieval (ella mateixa s'havia llicenciat en història medieval a la universitat), ja que segons ella aquesta historiografia sempre està molt interessada en el cos, l'aparença física i la bellesa, i té un interès profund en el fons de la cultural occidental, en la seva composició material i en els impulsos espirituals i intel·lectuals que la donen lloc. També destacà la tendència que els grups medievalistes tenen la idea de celebrar alguna festa de temàtica medieval en la qual serveixen vi calent, pastissos de carn picada, i alguna mescla multi animal com ara turducken (pavó farcit), o fins i tot un guisat de conill amb canyella i macís. És per això que per organitzar l'esdeveniment d'abraçar un medievalista, es creà una pàgina a Facebook on en els seus inicis hi havia fins a 3.721 inscrits on la gent publicava abraçades virtuals i acudits medievalistes. La idea original de celebrar aquest dia fou de Sarah Laseke la qual en aquells moments l'any 2011 estudiava un màster en Literatura Medieval a la Universitat d'Oxford. La parella de Sarh Laseke treballava que era bibliotecari s'havia apuntat a un esdeveniment del Dia bibliotecari aquell any 2011 i ella va pensar que els medievalistes també es mereixien un dia de celebració oficial, i ella va crear l'esdeveniment a Facebook en el qual volia cridar l'atenció sobre com els medievalistes provenen de diverses disciplines de recerca apassionants, com ara arquitectura, literatura, música, art, filosofia i cultura popular, així que el Dia Internacional d'abraçar un medievalista era una bona oportunitat de presentar al públic més ampli els estudis medievals.